# Jan Czechowski
Jan Czechowski (ur. 16 maja 1894 w Babach, zm. 14 grudnia 1972 w Łodzi) – polski polityk i działacz ruchu ludowego.

## Życiorys
Po ukończeniu w 1918 Szkoły Handlowej Zgromadzenia Kupców w Łodzi powrócił do rodzinnej wsi i prowadził gospodarstwo rolne. Od 1917 członek PSL „Wyzwolenie” w Królestwie Polskim, należał do głównych organizatorów partii. Od 1931 działacz Stronnictwa Ludowego, a także Związku Młodzieży Wiejskiej RP „Wici” w powiecie piotrkowskim. W latach 1918–1928 członek wydziału sejmiku powiatowego w Piotrkowie. 
Podczas okupacji niemieckiej członek Stronnictwa Ludowego „Roch”. W 1944 wstąpił do współpracującego z PPR Stronnictwa Ludowego „Wola Ludu”, został członkiem Zarządu Głównego tego ugrupowania. Organizował rady narodowe, współpracował z PPR. W czerwcu 1944 wyjechał do Moskwy, reprezentując SL „Wola Ludu”, brał udział w rozmowach w sprawie utworzenia PKWN. 
Od 21 lipca 1944 do 31 grudnia 1944 był kierownikiem resortu sprawiedliwości PKWN. Od 18 września do 25 listopada 1944 skarbnik Tymczasowego Zarządu Głównego Stronnictwa Ludowego (satelickiego wobec Polskiej Partii Robotniczej), od 25 listopada 1944 do 26 marca 1945 wiceprezes Zarządu Głównego SL. Następnie prezes Powiatowego Zarządu SL w Łodzi i członek Wojewódzkiego Zarządu SL, Rady Naczelnej oraz zastępca członka Naczelnego Komitetu Wykonawczego SL.
W latach 1944–1947 był posłem do KRN. Uchwałą Prezydium KRN z 3 stycznia 1945 odznaczony Orderem Krzyża Grunwaldu III klasy. Odznaczony również Krzyżem Komandorskim z Gwiazdą Orderu Odrodzenia Polski.